# Zâna Măseluță

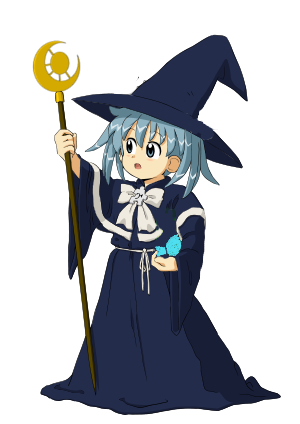
Zâna Măseluță

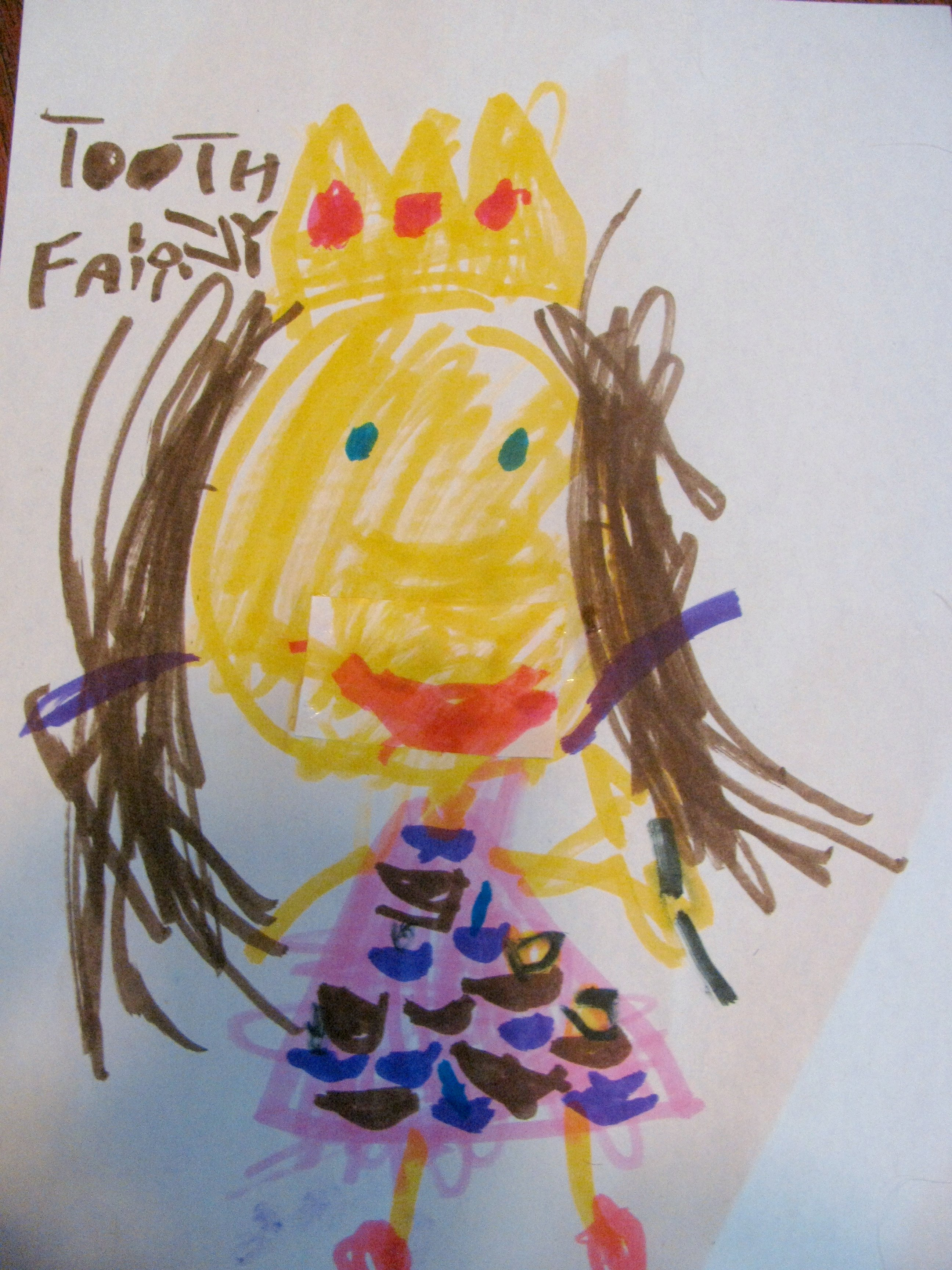
Desenul unei fetițe de 5 ani din Illinois, ce o înfățișează pe Zâna Măseluță

Zâna Măseluță este un personaj fictiv aparținând imaginarului colectiv al primei  copilării. Rostul existenței ei este uitarea durerii și a neplăcerii căderii danturii de lapte.
În somn, zâna vine să ia dințișorul căzut, lăsând copilului, dacă este norocos și dacă s-a purtat frumos, cadouri sau bani sub pernă. Uneori zâna este prezumată că urcă dințișorii de lapte la cer și-i transformă în stele strălucitoare.